# Leche de burra

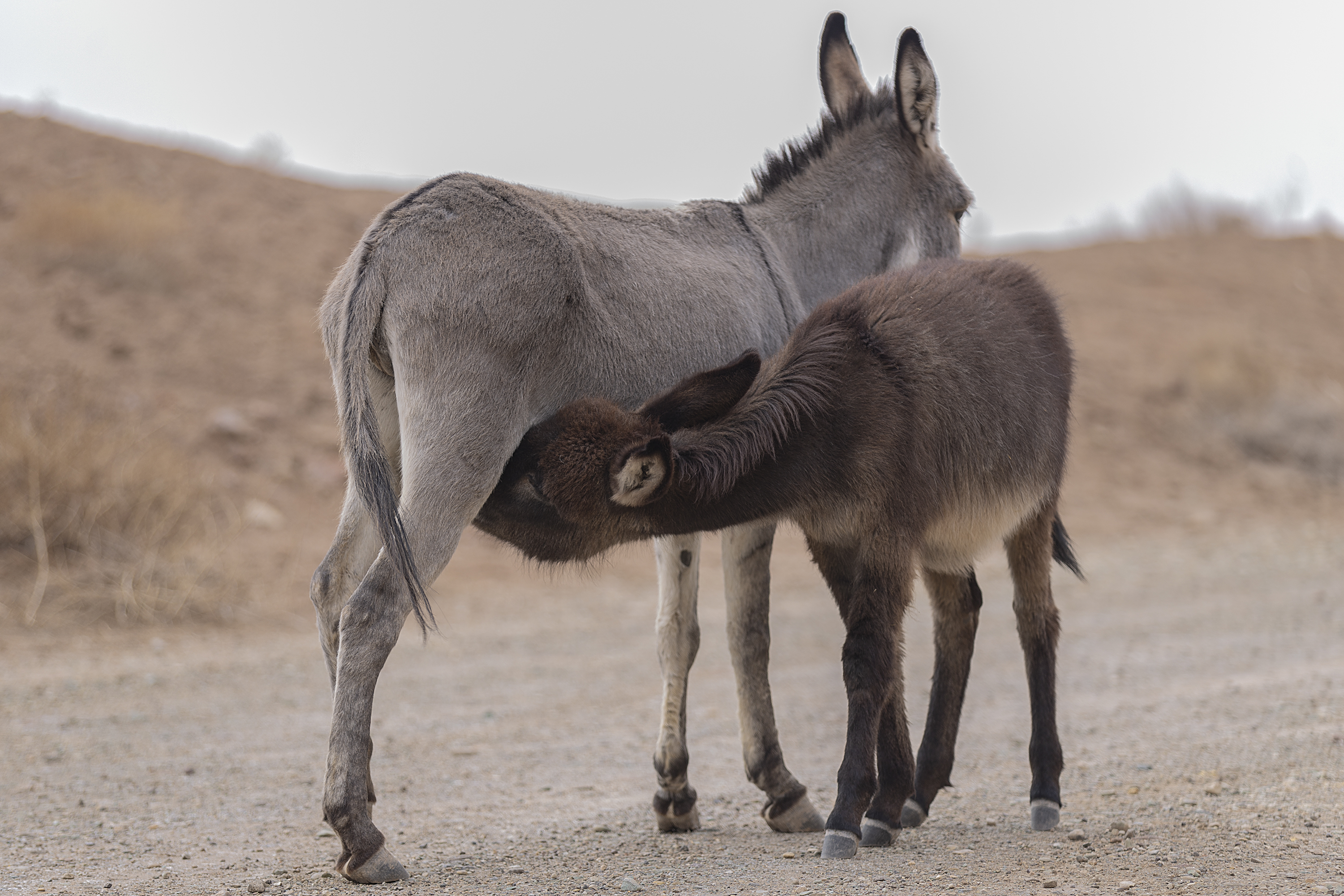
Leche de burra

La leche de burra es la que procede de las burras o asnas.
Conocida es la reputación de la que ha gozado esta leche contra la tisis, ciertas irritaciones intestinales y diversas afecciones nerviosas. Es muy semejante a la de mujer, aunque más ligera; contiene menos nata y cáseo que la de vaca, pero más materia azucarada; es temperante, un poco laxante, etc. Su uso se ha extendido desde los antiguos griegos hasta nosotros. Según refiere Juvenal, Popea, mujer de Nerón, llevaba en su comitiva quinientas burras nodrizas para bañarse en su leche.
Para obtener leche de calidad es esencial escoger una burra joven, sana, limpia, que haya parido hace poco, privada de su borriquillo y bien alimentada. Esta leche no ha de dejarse enfriar ni exponerla por mucho tiempo al aire, porque se altera muy pronto.
Poco se sabe de los primeros años de la vida de Cleopatra, pero sí se sabe que para cuando subió al trono de Egipto, a los apenas 18 años, ya había desarrollado una belleza conmovedora, en parte gracias a su impecable genética, pero en parte también a los baños que tomaba. La historia cuenta que uno de los secretos de belleza de Cleopatra era tomar baños de leche de burra. Sus beneficios eran muy conocidos por los griegos y los egipcios, quienes fueron los primeros en darle un uso cosmético.

## Historia
La leche de burra ha sido utilizada por el ser humano con fines alimentarios y cosméticos desde la antigüedad egipcia; los médicos la recomendaban para tratar diversas afecciones, debido a sus virtudes curativas y cosméticas.
Hipócrates (460 - 370 a. C.) fue el primero en escribir sobre el uso medicinal de la leche de burra y la prescribía para numerosas afecciones, como envenenamientos, fiebres, enfermedades infecciosas, edemas, curación de heridas, hemorragias nasales y problemas hepáticos. En la época romana, la leche de burra era un remedio reconocido; Plinio el Viejo (23 - 79 d. C.), en su obra enciclopédica, Naturalis Historia, escribió ampliamente sobre sus beneficios para la salud, es decir, para combatir la fiebre, la fatiga y la enfermedad. Por ejemplo, para combatir la fiebre, la fatiga, la fatiga ocular, el debilitamiento de los dientes, las arrugas de la cara, los envenenamientos, las úlceras, el asma y ciertos problemas ginecológicos, pero no fue hasta el Renacimiento cuando se dio la primera consideración científica real a la leche de burra. Georges-Louis Leclerc, Conde de Buffon (1707-1788), menciona los beneficios de la leche de burra en su Histoire naturelle y se dice que Pauline Bonaparte (1780-1825), hermana de Napoleón, utilizaba la leche de burra para el cuidado de la piel. En Francia, en el siglo XIX, el Dr. Parrot, del Hospital des Enfants Assistés, difundió la práctica de llevar a los bebés sin madre directamente al pezón de la burra (Bullettin de l'Académie de médicine, 1882). La leche de burra se vendió hasta el siglo XX para alimentar a los bebés huérfanos y para curar a los niños delicados, los enfermos y los ancianos. Por este motivo, en Grecia, Italia, Bélgica, Alemania y Suiza se crían muchas burras en las granjas. En la actualidad, la leche de burra se utiliza en gran medida en la fabricación de jabones y cremas hidratantes, pero nuevas pruebas demuestran su posible uso médico, especialmente para tratar, bajo la supervisión de un médico, a bebés y niños con alergia a las proteínas de la leche de vaca (APLV) y con las precauciones adecuadas, como una «fórmula» natural para bebés.

## Producción
El burro se considera poliéstrico estacional, pero la latitud en la que se encuentra la granja puede influir mucho en el ciclo de reproducción. La hembra suele estar preñada durante unos 12 meses.
La producción de leche de la burra difiere en gran medida de la de las especies lecheras convencionales, sobre todo en lo que respecta al suministro de leche, que es mucho más limitado. La glándula mamaria de los équidos tiene una baja capacidad (máximo 2,5 L) y una parte de la producción de leche debe dejarse al potro y el ordeño puede realizarse dos o tres horas después de la separación del potro. Donkeys should be milked three times a day from 20 to 90 days after foaling. Las burras deben ser ordeñadas tres veces al día desde los 20 hasta los 90 días después del parto. [10] Una hembra da entre 0,5 y 1,3 litros de leche al día durante unos 6-7 meses.[cita requerida] La variabilidad de la producción de leche de la burra se debe a muchos factores, como la ordeñabilidad individual, la nutrición, la genética, la gestión de la reproducción, etc., además de la gestión del ordeño.
En Argentina en la localidad de Villa María Córdoba, existe un sistema de producción profesional de leche de burras de aproximadamente 200 burras que produce 17000lts anuales, la misma es industrializada en la Universidad Nacional de Villa María, se comercializa pasteurizada y congelada en toda la República Argentina con su correspondiente Registro Nacional de Producto Alimenticio (RNPA). El sistema de producción se establece bajo estrictas normas certificadas de higiene y bienestar animal y la industrialización está a cargo de profesionales de la universidad y asesorados por CONICET.     
Por lo general, una granja de burras (de cría), destinada a la producción de leche es pequeña, con algunas decenas de cabezas y raramente más. En Europa, y concretamente en Emilia Romagna (Italia), solo hay una granja de burras muy grande, con 800 cabezas.

## Propiedades de la leche de burra
Su composición es muy similar a la leche materna humana, aunque más ligera: permite hidratar la piel y darle suavidad. Tiene un efecto regenerativo, hidrata, tonifica y revitaliza la piel. Contiene varios ácidos que ayudan a limpiar las células de la piel, a eliminar las sustancias que mantienen las células muertas en su superficie y así mejora la apariencia de la piel y la dermis tiene un aspecto más joven. [cita requerida]
La leche de burra contiene varias vitaminas (A, B1, B2, B6, D, C y E), todas siendo las mejores aliadas en la lucha antiedad, y sus minerales y oligoelementos (calcio, magnesio, fósforo, sodio, zinc) hacen de ella un tónico natural para la piel. Contiene también inmunoglobulinas que estimulan el metabolismo y lo protegen. Finalmente, contiene los alkilgliceroles, alcoholes grasos que ayudan a las defensas naturales a luchar contras las agresiones. En resumen, es un activo ideal para reforzar la epidermis.

## Otros usos del término
En Nicaragua y El Salvador el nombre leche de burra se refiere a un dulce tradicional hecho a base de leche de vaca, panela, cacao en polvo y en algunos casos cacahuate en polvo.
En Venezuela el nombre leche de burra se refiere a una bebida hecha a base de leche condensada, flan instantáneo y ron blanco que se prepara para emular el ponche crema.